# Sholavandan
Sholavandan (o Cholavandan) è una suddivisione dell'India, classificata come town panchayat, di 21.661 abitanti, situata nel distretto di Madurai, nello stato federato del Tamil Nadu. In base al numero di abitanti la città rientra nella classe III (da 20.000 a 49.999 persone).

## Geografia fisica
La città è situata a 10° 1' 0 N e 77° 58' 0 E e ha un'altitudine di 127 m s.l.m..

## Società

### Evoluzione demografica
Al censimento del 2001 la popolazione di Sholavandan assommava a 21.661 persone, delle quali 10.845 maschi e 10.816 femmine. I bambini di età inferiore o uguale ai sei anni assommavano a 2.286, dei quali 1.168 maschi e 1.118 femmine. Infine, coloro che erano in grado di saper almeno leggere e scrivere erano 15.550, dei quali 8.569 maschi e 6.981 femmine.